# Sidi Embarek
Sidi Embarek (în arabă سيدي مبارك) este o comună din provincia Bordj Bou Arreridj, Algeria.
Populația comunei este de 11.641 de locuitori (2008).